# Bảo tàng Lịch sử Vùng Kamień ở Kamień Pomorski
Bảo tàng Lịch sử Vùng Kamień ở Kamień Pomorski (tiếng Ba Lan: Muzeum Historii Ziemi Kamieńskiej w Kamieniu Pomorskim) là một bảo tàng tọa lạc tại số 34 Adama Mickiewicza, Kamień Pomorski, Ba Lan.

## Lược sử

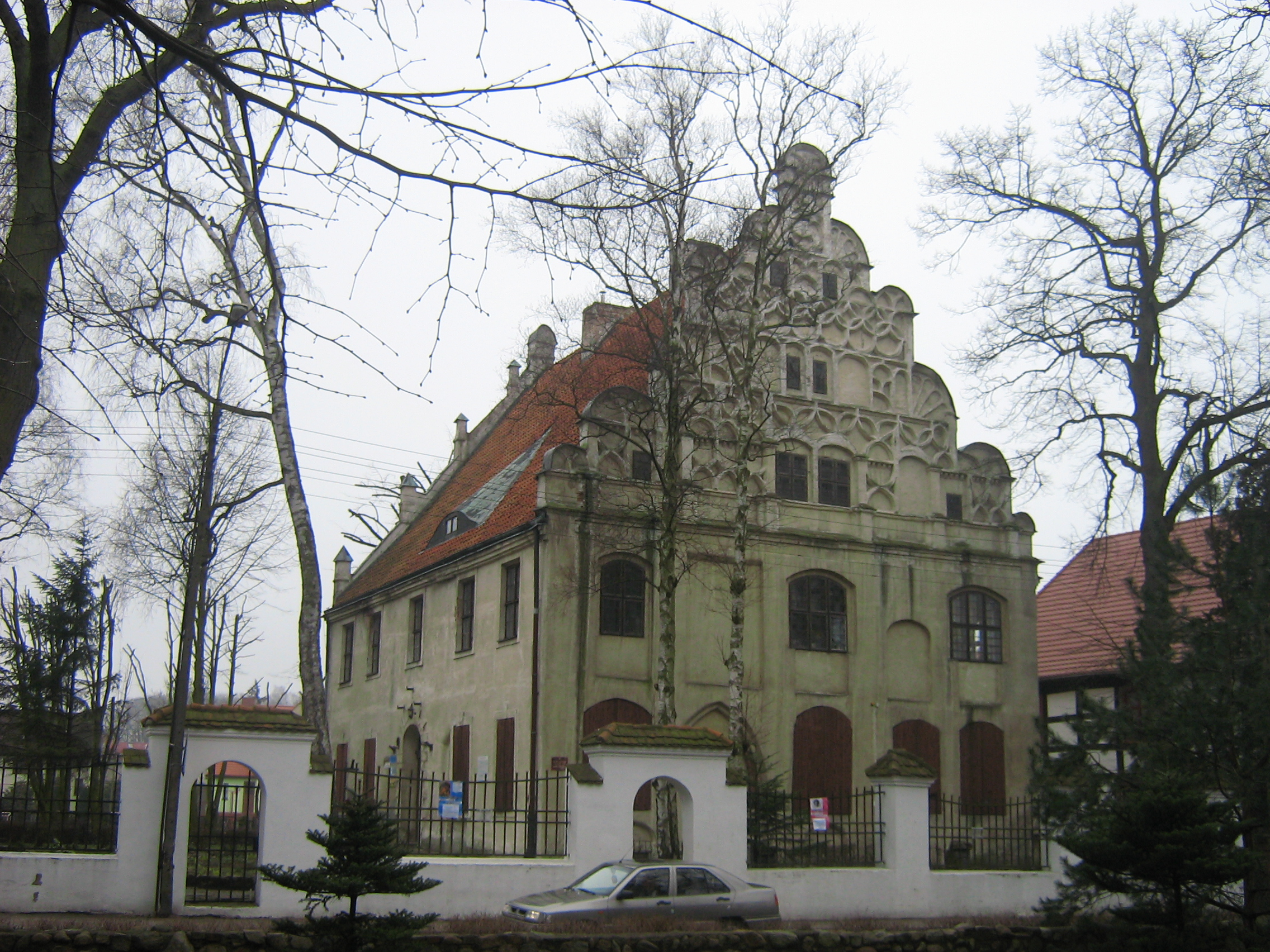
Trụ sở đầu tiên của Bảo tàng

Ý tưởng thành lập Bảo tàng có từ năm 2006. Vào thời điểm đó, chủ yếu nhờ nỗ lực của nhà sử học Henryk Masłowski, nhà khảo cổ học Grzegorz Kurka và Hội những người yêu thích vùng đất Kamień, một cuộc triển lãm được tạo ra trong khuôn viên của Nhà thờ Kamień. Bảo tàng Lịch sử Vùng Kamień ở Kamień Pomorski chính thức được thành lập trên cơ sở nghị quyết của Hội đồng thị trấn Kamień Pomorski vào ngày 26 tháng 6 năm 2009. Ban đầu, trụ sở của Bảo tàng là tòa Cung điện giám mục nằm trong điền trang Katedralny. Năm 2015, các bộ sưu tập của Bảo tàng được chuyển đến trụ sở hiện tại.

## Triển lãm
Bộ sưu tập của Bảo tàng Lịch sử Vùng Kamień ở Kamień Pomorski hiện đang bao gồm các phát hiện khảo cổ từ thời kỳ đồ đá mới (công cụ bằng đá, gốm sứ, bình đựng rượu), thời Trung cổ (vũ khí, mảnh vỡ của thuyền, gạch, và các thứ khác), và thời kỳ Phục hưng (gạch bếp). Ngoài ra, Bảo tàng còn trưng bày các kỷ vật lịch sử trước Chiến tranh thế giới thứ hai của thị trấn (vật dụng hàng ngày, ảnh), các bộ sưu tập hóa thạch và động vật. Bảo tàng cũng tổ chức các cuộc triển lãm tạm thời.

## Giờ mở cửa
Bảo tàng Lịch sử Vùng Kamień ở Kamień Pomorski hoạt động quanh năm, mở cửa từ thứ Hai đến thứ Bảy, từ 10:00 đến 17:00 (tháng 5 đến tháng 9) và từ 10:00 đến 16:00 (tháng 10 đến tháng 4), và mở cửa cả Chủ nhật vào tháng 7 và tháng 8, từ 11:00 đến 16:00.